# Península Sobral
La península Sobral o isla Chandler (según Chile) es una península alta y principalmente cubierta de hielo que se proyecta desde la costa Nordenskjöld en el norte de la península Antártica. Posee 20 kilómetros de largo y 9 kilómetros de ancho y se proyecta hacia el sur entre la ensenada Larsen al este y la bahía Mundraga al oeste.

## Historia y toponimia
El nombre fue aplicado por el Comité de Topónimos Antárticos del Reino Unido en 1963 y deriva del cabo Sobral, que conforma el extremo sur de esta península. Dicho nombre fue a su vez colocado por la Expedición Antártica Sueca al mando de Otto Nordenskjöld, y recuerda a José María Sobral, marino argentino que integró dicha expedición.
La península fue vista desde el aire por Lincoln Ellsworth, el 3 de enero de 1935, y se reportó erróneamente como una isla separada de la costa continental por un canal de unos 6 km de ancho. En noviembre de 1947, miembros del actual British Antarctic Survey (BAS) no pudieron determinar la verdadera naturaleza de la característica. Otros trabajos realizados por el BAS en 1958-1961 confirmaron que está unido a la costa por un istmo.
En la toponimia antártica chilena, el entonces Instituto Hidrográfico de la Armada de Chile (actual SHOA) le dio el nombre en 1963 por el teniente Alberto Chandler Baunen, navegante y meteorólogo de la corbeta argentina Uruguay que rescató a la expedición de Nordenskjöld en 1903 desde la isla Cerro Nevado. Este nombre apareció por primera vez en una carta de 1964, manteniéndose el nombre cabo Sobral para el extremo sur.

## Instalaciones
En el cabo Sobral, el Ejército Argentino inauguró el Refugio Guaraní el 23 de junio de 1959.

## Reclamaciones territoriales
Argentina incluye a la península antártica en el departamento Antártida Argentina dentro de la provincia de Tierra del Fuego, Antártida e Islas del Atlántico Sur; para Chile forma parte de la comuna Antártica de la provincia Antártica Chilena dentro de la Región de Magallanes y de la Antártica Chilena; y para el Reino Unido integra el Territorio Antártico Británico. Las tres reclamaciones están sujetas a las disposiciones del Tratado Antártico.
Nomenclatura de los países reclamantes: 
- Argentina: península Sobral[7][8]
- Chile: isla Chandler[5]
- Reino Unido: Sobral Peninsula[4]